# 黄糕
黄糕是由黃米製成的傳統糕點食品，為晋语区（主要是晋冀陕蒙交界地区）居民的主食之一。

## 流行區域
黄糕流行於河北省张家口市大部分地区（如阳原县、蔚县、张北县、宣化县等），以及山西省大同市、朔州的大部地区（广灵县、阳高县、天镇县、大同县），内蒙古南部的一部分地区。

## 製作過程
黄糕的原料以黍为主，粟去皮后称为黄米，黄米磨成粉（金黄色）后称为黄米面，黄米面加水搅拌后，上蒸笼蒸（一般一刻钟到半个小时），蒸好后趁热揉成团（当地俗称踩黄糕），然后为了避免表皮变干，一般会在表皮涂一层食用芥花油。成品黄糕色泽金黄，有一定的粘性，但与南方的年糕相比更柔软，口感清爽，但容易阻塞。
黄糕也可以由高粱粉做成，颜色为褐色，不是正宗的黄糕。亦有用黏性较大的粟米面为原料，颜色黄中带黑。口感不及用黄米面做成的黄糕。近来也有在黄米面中掺和玉米粉、麵粉等杂粮以提高营养成分。

## 食用方法
食用时多蘸当地的“大锅菜”（熬菜，一种为土豆，茄子等熬成，一种为酸菜、豆面（懒豆腐）等熬成，有较多的汤汁）或炒面等。
以上只是基本的吃法，除此之外还也有别的很多种吃法，比如以黄糕为皮，豆沙或大豆芽等做馅儿制作油炸糕（也称“煮糕”），当然包好的油炸糕需要下油锅煎5到10分钟后方能称作油炸糕。

## 民俗
按当地风俗，每逢过年家家户户必定预先制作大量油炸糕，寓意年年高。近年，由于外来的主食大量涌入当地，黄糕为主食的比例也逐年减少。